# (8190) Bouguer
(8190) Bouguer (1993 ON9) – planetoida z grupy pasa głównego asteroid okrążająca Słońce w ciągu 3,28 lat w średniej odległości 2,21 au. Odkryta 20 lipca 1993 roku.